# جدار المدينة الصينية

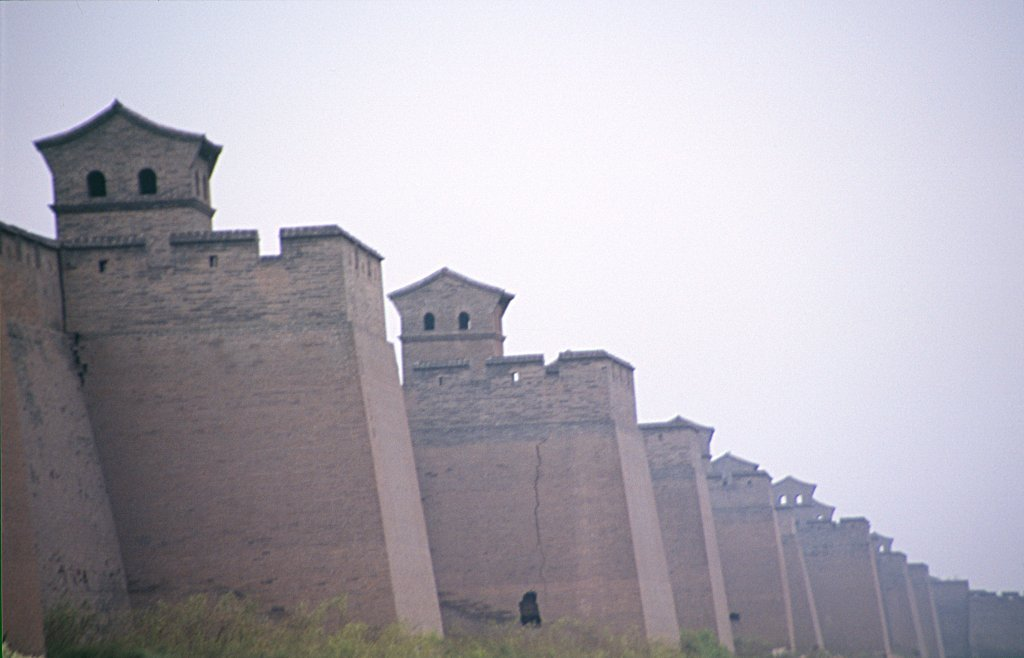
Old city wall of Pingyao (hina).

تُشير جدران المدينة الصينية إلى الأنظمة الدفاعية المستخدمة لحماية البلدات والمدن في الصين خلال عصر ما قبل الحداثة. تتضمن دفاعات المدينة غالبًا إلى جانب الجدران، كلًا من الأبراج والبوابات.

## معنى كلمةتشنغ تشيانغ
كلمة تشنغ تشيانغ هي المرادف الصيني الأكثر دقة لجدار المدينة، ويمكن استخدامها ضمن معنيين في اللغة الصينية الحديثة. يشير ذلك على نطاق واسع إلى جميع الجدران الدفاعية، بما في ذلك سور الصين العظيم وكذلك الهياكل الدفاعية المماثلة في المناطق خارج الصين مثل جدار هادريان. مع ذلك، يدل الحرف الصيني تشينغ (城) على الجدار الدفاعي في «المدينة الداخلية» التي تضم المباني الحكومية. يدل الحرف (郭) غوه على الجدار الدفاعي «للمدينة الخارجية» الذي يضم السكن الأساسي. تشير عبارة تشينغ تشيانغ (長城) بشكل حرفي إلى «الجدار الطويل» الذي يعني الجدار العظيم.

تُشير تشينغ والتي هي كلمة عامية إلى كل من الجدران والمدينة، إذ إن كلا الكلمتين مترادفتان. لم تكن تُعتبر المدينة من دون جدرانها مدينة، مهما كانت كبيرة.
لا وجود لمدينة حقيقية في شمال الصين دون جدار يحيط بها، وهو شرط، بكل تأكيد، ويعبر بالفعل عن حقيقة أن الصينيين يستخدمون كلمة تشينغ للإشارة إلى المدينة وجدارها، لأنه ليس هناك شيء مثل مدينة دون جدار. إنه أمر لا يمكن تصوره مثل المنزل دون سقف. لا يهم كثيرًا حجم المستوطنة وأهميتها وحسن تنظيمها، فإن لم تحدد بشكل صحيح وتُحاط بالأسوار، فهي ليست مدينة عظمى بالمعنى التقليدي الصيني. وهكذا، تُعتبر شنغهاي مثلًا (خارج «المدينة الأصلية»)، المركز التجاري الأكثر أهمية في الصين الحديثة، بينما لا تُعد بالنسبة للصين القديمة مدينة حقيقية، بل فقط مستوطنة أو مركز تجاري ضخم تطورت عن قرية تعمل في الصيد. ينطبق الشيء نفسه على العديد من المراكز التجارية الحديثة نسبيًا التي لا تطوقها الجدران/ فهي لا تمثل تشينغ أو مدنًا، وفقًا للمفهوم الصيني التقليدي، بغض النظر عما يُسميها المسؤولون الجمهوريون المعاصرون.
_ أوسفالد سيرين.

## لمحة تاريخية

### ما قبل الإمبراطورية
يُعزى اختراع جدار المدينة إلى ساغي غون من سلالة شيا والد يو العظيم. تحكي الرواية التقليدية أن غون بنى الجدار الداخلي للدفاع عن الأمير والجدار الخارجي لتوطين الناس، بينما تنسب رواية أخرى أول جدار في المدينة إلى الإمبراطور الأصفر. حُفر عدد من جدران العصر الحجري الحديث المحيطة بالمستوطنات الكبيرة في السنوات الأخيرة. من بين هذه الجدران، جدار في موقع ليانغتسو الثقافي، وجدار حجري في سانشينغدوي والعديد من الجدران الترابية في موقع لونغشان الثقافي.
شيدت أسرة شانغ في القرن الخامس عشر جدرانًا كبيرة الحجم حول موقع آو بعرض 20 متر عند القاعدة وبمساحة تبلغ نحو 2100 متر مربع. عُثر على جدران بأبعاد متماثلة في العاصمة القديمة لدولة تشاو، هاندان (تأسست عام 386 قبل الميلاد)، أيضًا بعرض 20 مترًا عند القاعدة وعلى ارتفاع 15 متر وبطوب 1400 متر على طول ضلعي المدينة المتعامدين.
تمتلك معظم المستوطنات ذات الحجم الكبير جدارًا للمدينة بدءَا من أسرة تشو فصاعدًا. بُني سور مدينة بينغياو wㄋ في بادئ الأمر بين عامي 827 و782 قبل الميلاد خلال عهد الملك شوان تشو. اتبعت جدران مدينة سوتشو بعد ذلك نفس المخطط الذي وضعه وو سيكزو في القرن الخامس قبل الميلاد. استمر حتى هدمه في الستينيات والسبعينيات من القرن العشرين. صُورت حصارات المدينة (جنبًا إلى جنب مع المعارك البحرية) على أواني هو البرونزية والتي يعود تاريخها إلى الدول المتحاربة (القرن الخامس وحتى القرن الثالث قبل الميلاد)، مثل تلك الموجودة في تشنغدو وسيتشوان في الصين عام 1965.
من الأمثلة على الجدران التي بنيت في فترة الربيع والخريف إلى الدول المتحاربة سور تشي العظيم، الذي بُني باستخدام مجموعة متنوعة من المواد المختلفة وتقنيات البناء، مع وجود جزء منه مبني من الحجارة وقسم آخر من التربة المدكوكة.

### سلالة هان
انتهى بناء جدران أسرة هان تشانغان في عام 189 قبل الميلاد، وهي تغطي محيطًا يصل إلى 25.5 كم، في حين أن عاصمة هان الشرقية في لويانغ بلغت 4.3 كم * 3.7 كم.

### وو بي
بحلول نهاية أسرة هان الشرقية، بنى رجال العشيرة والقرويون المزيد من الهياكل الدفاعية المحصورة في شكل حصون مربعة تُعرف باسم وو بي. شُيدت هذه الأبراج في مناطق نائية وكانت جدرانها عالية جدًا، مع أبراج مراقبة في الزوايا وبوابات تؤدي إلى الأمام والخلف. بحسب ما جاء به ستيفن تورنبول، فإن جدران الوو بي هي الأقرب إلى مفهوم القاعة الأوروبية التي وجدت في أي وقت خلال التاريخ الصيني.

### سلالة سوي
في عهد أسرة سوي، أُعيدت تسمية عاصمة تشانغان باسم دا شينغتشينغ ووُسع جدارها الخارجي لتغطية محيط يبلغ 35 كم.

### سلالة تانغ
في عهد أسرة تانغ، بلغ قياس الجدران الخارجية لعاصمة تشانغان 9.72 كم من الشرق إلى الغرب و8.65 كم من الشمال إلى الجنوب.

### سلالة جين
في عهد أسرة جين، امتلكت عاصمة تشونغداو جدرانًا تغطي محيطًا يصل إلى 24 كم بارتفاع 12 م.

## التكوين
استخدم أقدم شكل من أشكال بناء السور في الصين التربة المدكوكة. استُخدم الطوب أيضًا لكن بشكل أقل شيوعًا. صُنع الطوب منذ عهد أسرة تشو من الطين، حتى حكم أسرة هان، إذ شاع حينها استخدام الطوب المشوي. ليس من المؤكد مدى شيوع الجدران المكسية بالطوب خلال عهد سلالتي شانغ وتشو. في ولاية شيا (16 مملكة)، عمل لدى مهندس شيونغنو تشيغان ألي عمال متخصصين في خبز الطوب من أجل بناء الجدار، وكان إذا تسبب عامل ما عن طريق الخطأ بحفرة في الطوب بمقدار إنش فحسب، فإن هذا العامل سيُقتل. جعل أيضًا تربة الجدار تُغلى مع الأرز ليكتسب صلابة. في حين أن أسوار المدينة كانت دائمًا تحتوي على تربة في الجزء الداخلي، كُسيت الجوانب الخارجية إما بالطوب المشوي مع الملاط الجيري أو الحجر، إذ كانت هذه المواد متاحة مثلما هو الحال في سيتشوان. استُخدم الطوب أيضًا لبناء شبكة المجاري أسفل جدار مدينة بكين في القرن السادس عشر. إضافة إلى التربة المدكوكة، كانت تُعزز الجدران الصينية في بعض الأحيان بالخشب. وجدت دراسة عن حصون هان في سنجان أنها تحتوي على خشب الأغصان المقطوعة والحور تتخللهما طبقات التربة المدكوكة.